# Горохівка (річка)
Горохівка — річка в Україні, у Горохівському районі Волинської області. Права притока Липи, (басейн Прип'яті).

## Опис
Довжина річки приблизно 9,82 км, найкоротша відстань між витоком і гирлом — 8,46  км, коефіцієнт звивистості річки — 1,16 . Формується декількома безіменними струмками та загатами. Частково каналізована.

## Розташування
Бере початок у селі Лобачівка. Тече переважно на північний схід через Волицю-Лобачівську, Іванівку і біля села Горишнє впадає у річку Липу, ліву притоку Стиру.
Населені пункти вздовж берегової смуги: Колмів.

## Цікаві факти
- У книзі Олександра Цинкаловського «Стара Волинь і Волинське Полісся» про цей населений пункт зазначено: |                                                                                 | \| Лобачівка, містечко Берестецької вол., 71 км. від Дубна, над р. Горохівкою, ...[4] \| |
| Лобачівка, містечко Берестецької вол., 71 км. від Дубна, над р. Горохівкою, ... |                                                                                          |

- На східній околиці Лобачівки річку перетинає автошлях Т 0302.